# Булан (Тегеран)
Булан (перс. بولان‎) — село на севере Ирана, в остане Тегеран. Входит в состав шахрестана Демавенд. Является частью дехестана (сельского округа) Джемабруд бахша Меркези.

## География
Село находится в восточной части остана, к югу от автодороги 79, на расстоянии приблизительно 18 километров (по прямой) к юго-востоку от города Демавенд, административного центра шахрестана. Абсолютная высота — 1793 метра над уровнем моря.

## Население
По данным переписи 2006 года население села составляло 118 человек (61 мужчина и 57 женщин). В Булане насчитывалось 27 домохозяйств. Уровень грамотности населения составлял 71,2 %. Уровень грамотности среди мужчин составлял 78,7 %, среди женщин — 63,2 %.
В 2016 году в селе имелось 33 домохозяйства и проживало 100 человек (60 мужчин и 40 женщин).
Среди жителей распространён диалект демавенди мазандеранского языка.